# الیسو پرادو
الیسو پرادو یک بازیکن اهل آرژانتین بود. او همچنین سابقه حضور در باشگاه فوتبال ریور پلاته را نیز داشته است.